# 羊秘
羊秘（2世纪—3世纪），泰山郡東平陽縣（今山東省新泰市）人，曹魏官員，官至京兆太守。東漢南陽太守羊續之子。妻蔡氏。

## 生平
父亲羊续任南阳太守时，并未带妻儿同行。后来羊秘随母前来找寻羊续，羊续却紧闭着门不让妻子进入，只带着儿子羊秘进府，向其显示自己的资产——几张薄衣破被、不足数斛的盐麦。羊续便向羊秘说：“我也只是过着这样的生活，怎样供养你的母亲呢？”便叫羊秘随母返回故乡。
延康元年（220年）十月癸丑（11月23日），督军御史中丞司马懿、侍御史郑浑、羊秘、鲍勋、武周上表权臣丞相魏王曹丕，劝曹丕接受汉献帝禅位，曹丕拒绝，但不久后还是受禅建立了曹魏。